# Mireille Dosso
Mireille Dosso, née Mireille Bretin le 27 avril 1952 sur l’île d’Anjouan, est une microbiologiste et virologue ivoirienne.

## Biographie
Née le 27 avril 1952 sur l’île d’Anjouan, dans l’archipel des Comores, elle obtient  le baccalauréat en 1969, à Paris. Elle rejoint ensuite la faculté de médecine d’Abidjan pour y entamer ses études universitaires qui sont sanctionnées par un doctorat d’Etat en 1980. Entre-temps, elle se marie à Adama Dosso, pilote de l’armée. Une bourse lui est  accordée pour prolonger ses études  à Marseille en 1981, puis à Montpellier et à Paris dans les années 1980, en bactériologie, en microbiologie, en immunologie générale et microbienne et son 2ème doctorat d’État mais cette fois en biologie humaine à la faculté de médecine de Montpellier. Elle revient en Côte d’Ivoire en 1988, est admise au concours du Conseil africain et malgache pour l'enseignement supérieur (CAMES ) et obtient le titre de maître de conférences agrégé de microbiologie. En 1994, elle accède au poste de professeur titulaire de microbiologie. En 1997, elle devient elle-même membre du Conseil africain et malgache pour l'enseignement supérieur. 
En 2004, elle est nommée directrice de l’Institut Pasteur de Côte d'Ivoire (ICPI). De dix chercheurs en 2004, l’IPCI passe à plus de 80 en 2019, sans compter les étudiants qui viennent se former tout en participant aux recherches. Mireille Dosso suit un double objectif : « Il s’agit d’atteindre une forme de souveraineté, d’autonomie dans nos recherches, mais aussi de rapatrier nos cerveaux de la diaspora tout en gardant ceux qui sont ici [..] ».
Son mari, ancien pilote du président Félix Houphouet-Boigny et ancien officier supérieur de l’armée, en retraite depuis 2003 et proche de Alassane Ouattara, est assassiné en 2011, durant la crise de 2010-2011 qui suit l’élection présidentielle ivoirienne de 2010.
Élevée au rang de chevalier de l’Ordre national de la République de Côte d'Ivoire en 2008, elle a reçu également différentes distinctions internationales, notamment  en novembre 2005, en Hongrie, la médaille de l'Institut Pasteur et de l'Unesco. En novembre 2010, elle a reçu en France, un des prix exceptionnels décernés par l’Académie des sciences d’outre-mer. Elle est également la lauréate 2011 du  Prix de l’Union africaine et de la CEDEAO pour la Femme scientifique, encore appelé Prix scientifique Kwamé-Nkrumah de l'Union africaine pour les femmes scientifiques.